# Jean Jouffroy
Jean Jouffroy (Luxeuil, c. 1412 - Reuilly, 24 de noviembre de 1473) fue un religioso benedictino francés, abad de varios monasterios, obispo de Arras y de Albi, cardenal, legado apostólico en Francia, consejero y embajador del duque de Borgoña Felipe el Bueno y del rey de Francia Luis XI. 

## Biografía
Nacido en el seno de una familia ilustre y antigua del Franco Condado, estudió en las universidades de Dole, Colonia y Pavía; doctorado en esta última en derecho civil y canónico, ejerció también como profesor entre 1435-38 después de haber profesado en la Orden de San Benito.
Se halló presente en el concilio de Ferrara para tratar de la unión de la iglesia griega con la romana, formando parte de una comisión encabezada por Giuliano Cesarini, tras lo cual fue nombrado referendario apostólico.  Fue limosnero y consejero del duque de Borgoña Felipe el Bueno, para quien en 1448 desempeñó la embajada de obediencia al papa Nicolás V y la que el año siguiente se envió al rey de Portugal Alfonso V.
Abad de Luxeuil en 1450, a lo largo de su vida tuvo también in commendam las abadías de Saint-Denis (1464), que llevaba aparejado un escaño en el Parlamento de París, San Sernín (1464), Bonne Combe (1465), Caunes (1467) y Santa María de Moreruela (1469).
Cuando en 1453 el infante Jaime de Portugal fue promovido a la arquidiócesis de Lisboa, Jouffroy fue nombrado en su lugar obispo de Arras, y como tal presidente de los Estados de Artois.  
En 1454 fue nombrado legado en Borgoña junto con Guillaume Fillastre para predicar la cruzada contra los turcos.  Se halló presente en el congreso de Mantua en nombre del duque de Borgoña y en 1461 el papa Pío II le nombró legado para Francia, Inglaterra y Borgoña.
Este mismo pontífice le creó cardenal en el consistorio del 18 de diciembre de 1461, con título de Santos Silvestre y Martín en Monti, y el año siguiente le nombró obispo de Albi, diócesis que mantuvo durante toda su vida, aunque la mayor parte del tiempo la gobernó por medio de vicarios.
Ya en tiempos del papa Paulo II y del rey Luis XI de Francia, ofició como embajador del primero en Francia junto con Jean de la Balue para abolir la Pragmática Sanción de Bourges, y del segundo en España para tratar con Enrique IV de Castilla el matrimonio de Charles de Guyenne, primero con Isabel I de Castilla y después con Juana la Beltraneja.
Dirigió las tropas francesas que participaron en el asalto de Lectoure contra las fuerzas de Jean V d'Armagnac y en el infructuoso asedio de Perpiñán, defendido por Juan II de Aragón.  Murió de unas fiebres en Reuilly con cerca de sesenta años cuando regresaba a la corte para rendir cuentas de su participación en la campaña militar.